# ماکان کیتا
ماکان کیتا (انگلیسی: Makan Kéita؛ زادهٔ ۱۶ دسامبر ۱۹۷۲) بازیکن فوتبال اهال مالی بود.
وی همچنین در تیم ملی فوتبال مالی بازی کرده است.